# Bodrog vármegye
Bodrog vármegyét Szent István király hozta létre az államalapítás és a királyi vármegyerendszer megszervezése idején Bodrogvár központtal.
Nagyjából az egykori Bács-Bodrog vármegye nyugati területén feküdt; határai és birtokviszonyai azonban különösen a török hódoltság következtében annyira ingadoztak, hogy mint az oklevelekből kitűnik, a területi viszonyok századról századra változtak. Ennek az volt a következménye, hogy régibb íróink és Bács vármegye érdekelt körei Bodrog vármegye létezését is tagadták. E létezés azonban Szent Lászlónak 1093. kelt oklevelétől kezdve 1802-ig oklevélileg bebizonyítható.

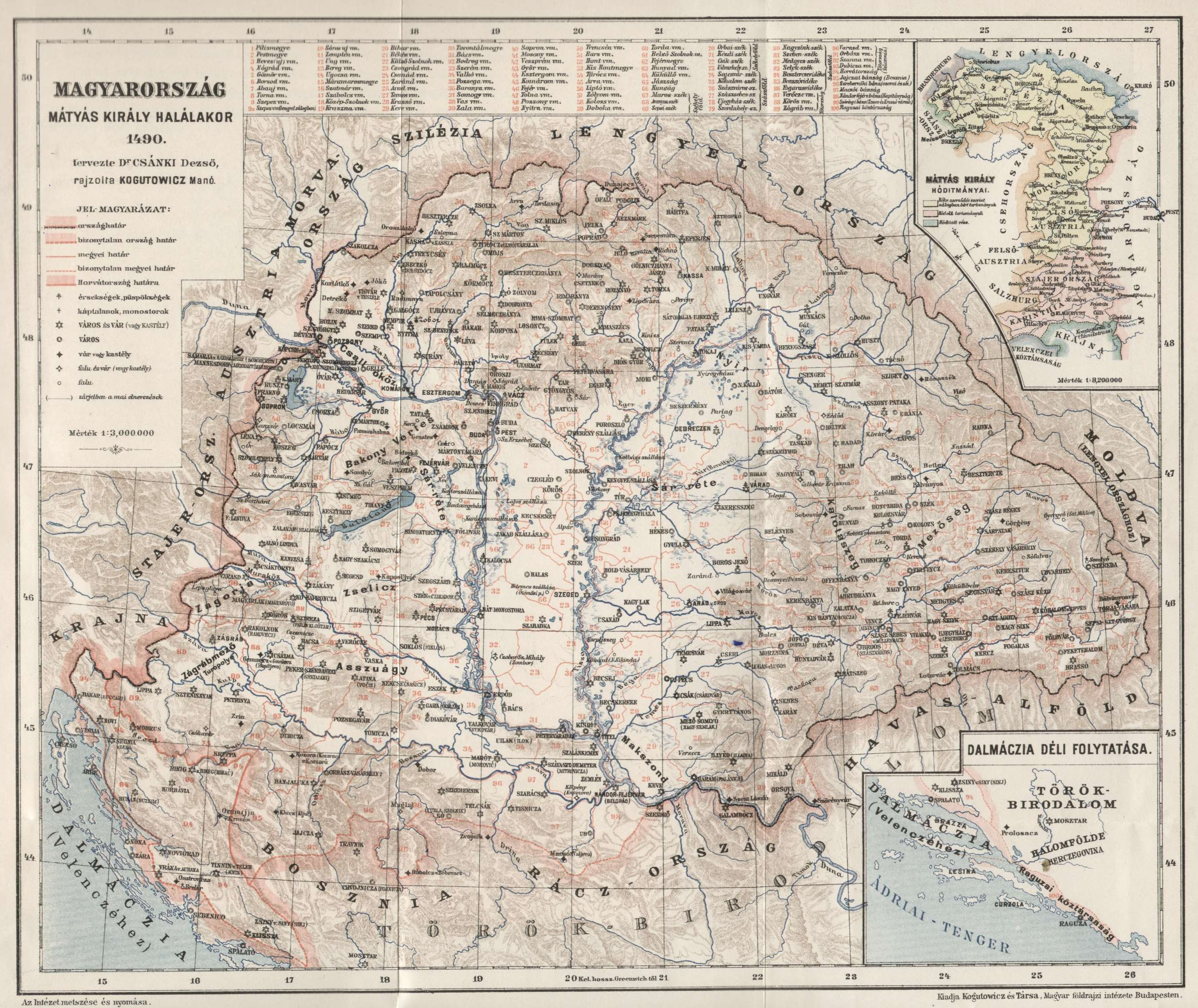
Csánki Dezső–Kogutowicz Manó: Magyarország Mátyás király halálakor. (Bodrog vármegye a 32-es számmal szerepel a térképen)

A Szilágyi Sándor A magyar nemzet története című művében szereplő, Kogutowicz Manó által készített térképen Bodrog vármegye Mátyás király halálakor a Duna bal partján, Tolna és Baranya vármegyékkel átellenben terül el, székhelye Bátmonostor, helységei még Szabadka és Zombor.

## Külső hivatkozások
- Névbitorló és migráns megyék: Bács-Kiskunban nincs egy csepp Bács sem – Index, 2017. május 3.